# Katholische Druckerei in Beirut
Die Katholische Druckerei in Beirut (französisch L’Imprimerie Catholique de Beyrouth), meist unter ihrer französischen Kurzbezeichnung  Imprimerie Catholique („Katholische Druckerei“) bekannt, ist eine von den Jesuiten 1848 gegründete Druckerei in Beirut im Libanon. Ihr erstes Buch war die Nachfolge Christi (De imitatione Christi) im Jahr 1854 auf Arabisch. In den Jahren von 1876 bis 1880 erschien ein Bibeldruck.
Mit dem Briefmarkendruck begann sie 1939, in den darauf folgenden Jahren druckte sie viele Briefmarken für den Libanon und andere Länder des Nahen Ostens. Der Band über die Klassen der Mu'taziliten  der Buchreihe Bibliotheca Islamica wurde unter anderem in ihr gedruckt.